# Restorf
Restorf ist ein Ortsteil der Gemeinde Höhbeck im Landkreis Lüchow-Dannenberg in Niedersachsen.

## Lage
Das Dorf liegt zwischen der nördlich fließenden Elbe und der südlich verlaufenden B 493. Am östlichen Ortsrand erstreckt sich der Restorfer See. Südlich fließt die Seege, ein linker Nebenfluss der Elbe. Auf einer leichten Erhebung, auf der die Kirche steht, befindet sich der Burgstall der Burg Restorf, bei der es sich um eine mittelalterliche Motte handelte.

## Geschichte
Am 1. Juli 1972 wurde Restorf in die Gemeinde Höhbeck eingegliedert.

## Kirche

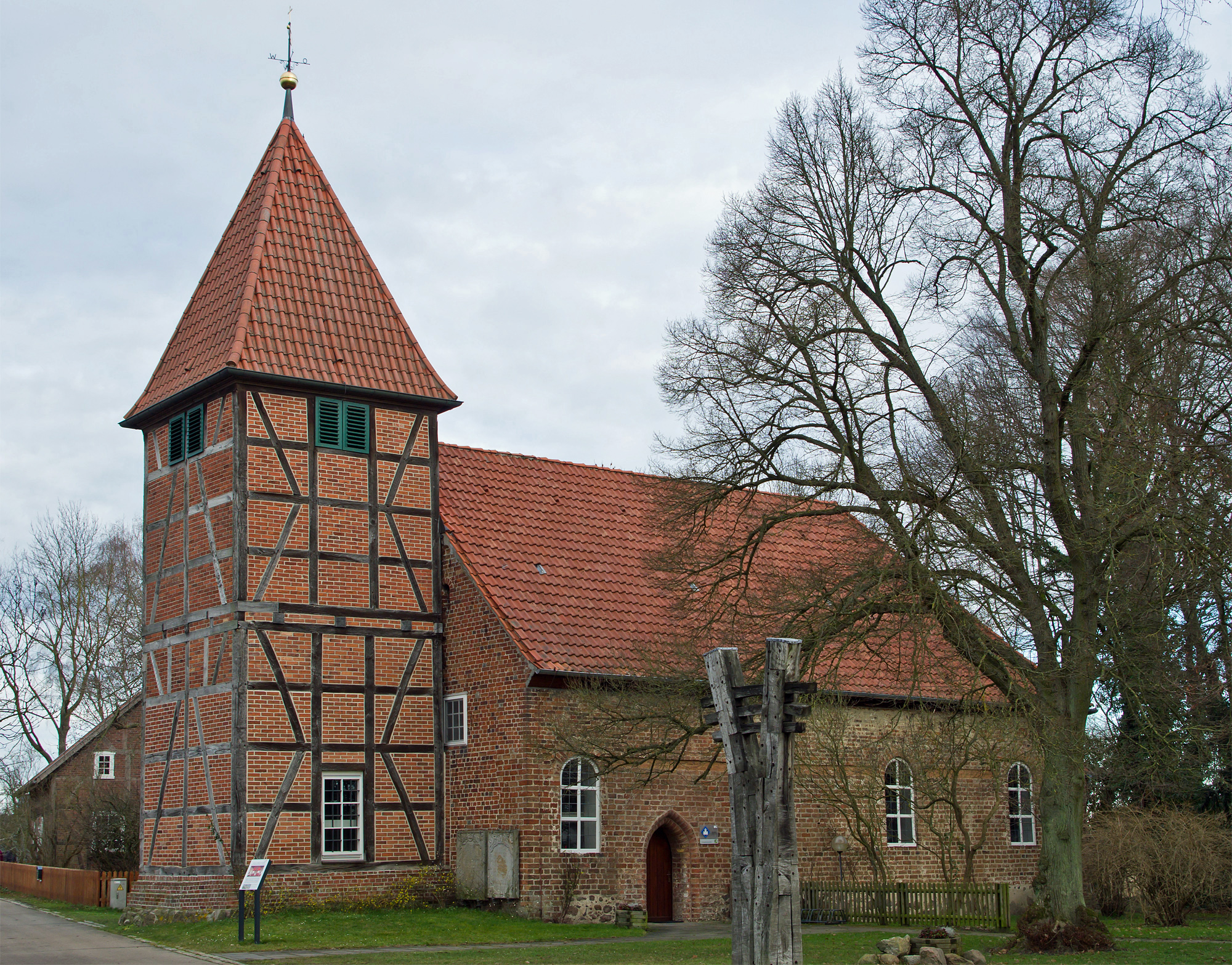
Kirche St. Johannis

Die evangelische Kirche St. Johannis ist ein rechteckiger Backsteinbau. Der Westturm aus Fachwerk stammt aus dem Jahr 1847. Der Kern des Mauerwerks und die spitzbogigen Portale auf der Nord- und Südseite sind spätgotisch. Der Umbau zu einer barocken Saalkirche mit Kanzelaltar erfolgte im Jahr 1740.